# Associazione Sportiva L'Aquila 1959-1960
Questa voce raccoglie le informazioni riguardanti l'Associazione Sportiva L'Aquila nelle competizioni ufficiali della stagione 1959-1960.

## Stagione
Per l'Associazione Sportiva L'Aquila, la stagione 1959-1960 è stata l'11ª in Serie C e la 13ª complessiva nel terzo livello del campionato di calcio italiano. In virtù della nascita della Lega Nazionale Semiprofessionisti il club non partecipò alla Coppa Italia, torneo che venne riservato alle sole partecipanti ai campionati di Serie A e B.
La squadra, affidata a Vittorio Pozzo, venne ringiovanita con l'approdo in rossoblù delle giovani promesse locali Alfonso Di Giulio e Antonio Cirilli, oltre che con l'acquisto del terzino veronese Adriano Grigoletti che rimarrà all'Aquila per l'intero decennio diventandone anche il capitano. Nonostante le premesse, il campionato fu abbastanza sofferto e L'Aquila finì il torneo in 12ª posizione.

## Rosa
| N. |                   | Ruolo | Calciatore             |
| -- | ----------------- | ----- | ---------------------- |
|    | Italia (bandiera) | D     | Annibale Acciari       |
|    | Italia (bandiera) | C     | Guido Attardi          |
|    | Italia (bandiera) | P     | Dante Bellei           |
|    | Italia (bandiera) | A     | Filippo Cannavacciuolo |
|    | Italia (bandiera) | D     | Emilio Caprioli        |
|    | Italia (bandiera) | C     | Franco Cioni           |
|    | Italia (bandiera) | A     | Agostino Di Bartolomeo |
|    | Italia (bandiera) | A     | Armando Equizi         |
|    | Italia (bandiera) | D     | Aquilino Gerardini     |

| N. |                   | Ruolo | Calciatore         |
| -- | ----------------- | ----- | ------------------ |
|    | Italia (bandiera) | D     | Adriano Grigoletti |
|    | Italia (bandiera) | A     | Francesco Ianni    |
|    | Italia (bandiera) | C     | Pietrangelo Ore    |
|    | Italia (bandiera) | C     | Pasquale Rosini    |
|    | Italia (bandiera) |       | Ernesto Scarlattei |
|    | Italia (bandiera) | P     | Raffaele Suman     |
|    | Italia (bandiera) | C     | Antonio Tomassoni  |
|    | Italia (bandiera) | A     | Danilo Torriglia   |
|    | Italia (bandiera) | A     | Beniamino Tosone   |

## Statistiche

### Statistiche di squadra
| Competizione | Punti | In casa | In casa | In casa | In casa | In casa | In casa | In trasferta | In trasferta | In trasferta | In trasferta | In trasferta | In trasferta | Totale | Totale | Totale | Totale | Totale | Totale | DR  |
| Competizione | Punti | G       | V       | N       | P       | Gf      | Gs      | G            | V            | N            | P            | Gf           | Gs           | G      | V      | N      | P      | Gf     | Gs     | DR  |
| ------------ | ----- | ------- | ------- | ------- | ------- | ------- | ------- | ------------ | ------------ | ------------ | ------------ | ------------ | ------------ | ------ | ------ | ------ | ------ | ------ | ------ | --- |
| Serie C      | 30    | 17      | 8       | 6       | 3       | 19      | 9       | 17           | 2            | 4            | 11           | 12           | 38           | 34     | 10     | 10     | 14     | 31     | 47     | -16 |
| Totale       | -     | 17      | 8       | 6       | 3       | 19      | 9       | 17           | 2            | 4            | 11           | 12           | 38           | 34     | 10     | 10     | 14     | 31     | 47     | -16 |